# Clay Center (Nebraska)
Clay Center è un comune degli Stati Uniti d'America, situato in Nebraska, nella contea di Clay, della quale è il capoluogo.